# Cattedrale della Trasfigurazione del Signore (Zagabria)
La cattedrale della Trasfigurazione del Signore (in croato: Katedrala Preobraženja Gospodnjeg; in serbo: Саборни храм Преображења Господњег) è situata in piazza Petar Preradović a Zagabria, Croazia, ed è la cattedrale ortodossa della metropolia di Zagabria e Lubiana.

## Storia
Sul sito dell'attuale cattedrale esisteva una precedente chiesa cattolica dedicata a Santa Margherita del 1334, successivamente venduta alla comunità ortodossa della città di Zagabria nel 1794. La chiesa versava in cattive condizioni e venne abbattuta per far posto ad un nuovo edificio che rispecchiasse maggiormente la tradizione ortodossa.
La nuova cattedrale, dedicata alla Trasfigurazione di Gesù, è stata costruita nel 1866 su progetto dell'architetto croato Franjo Klein e restaurata nel 1883-1884 dall'architetto Herman Bollé. In successivi interventi è stato elevato il campanile nel 1899 e viene completamente modificata la facciata nel 1913-1914.

## Galleria d'immagini

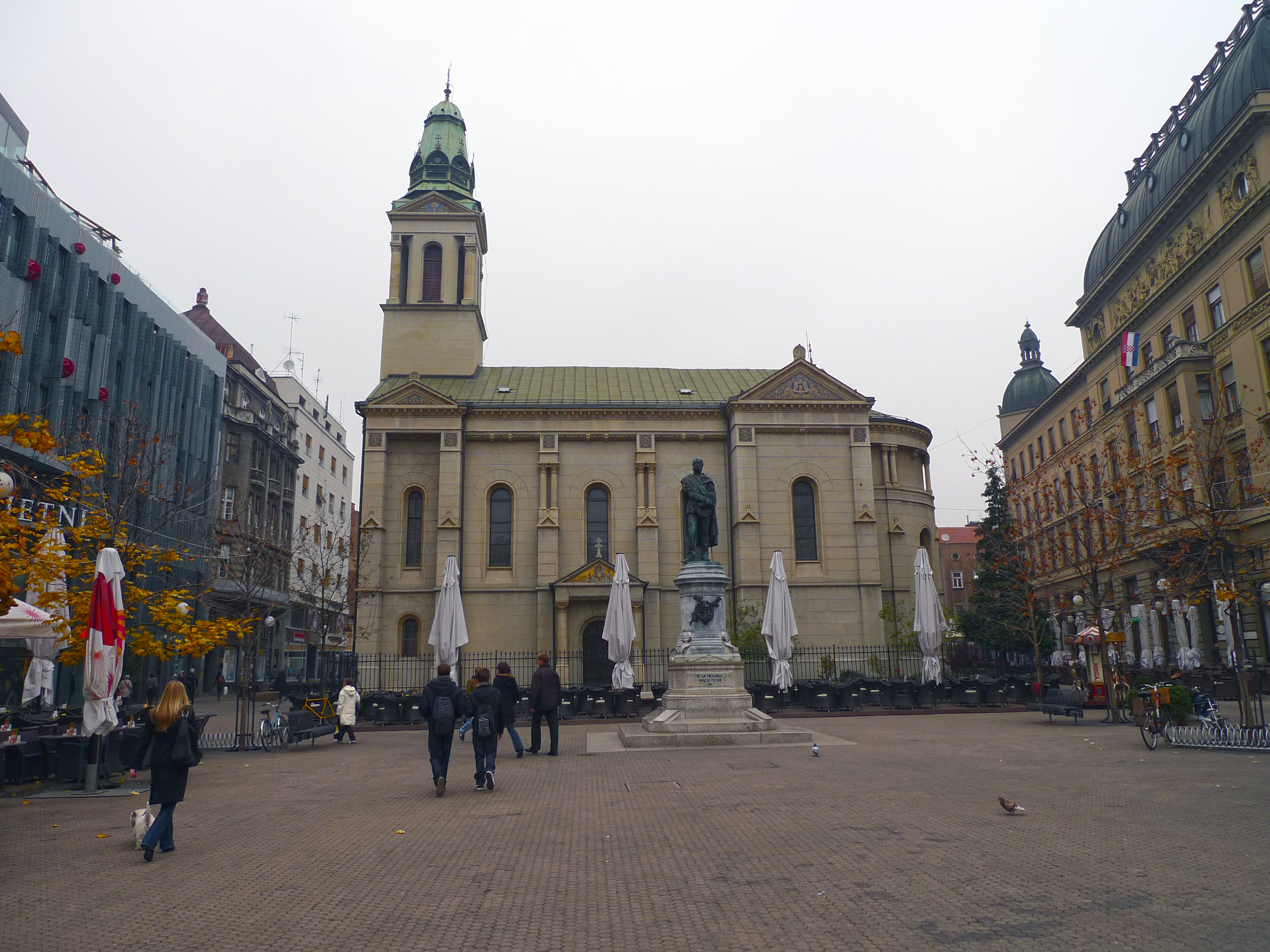
La cattedrale
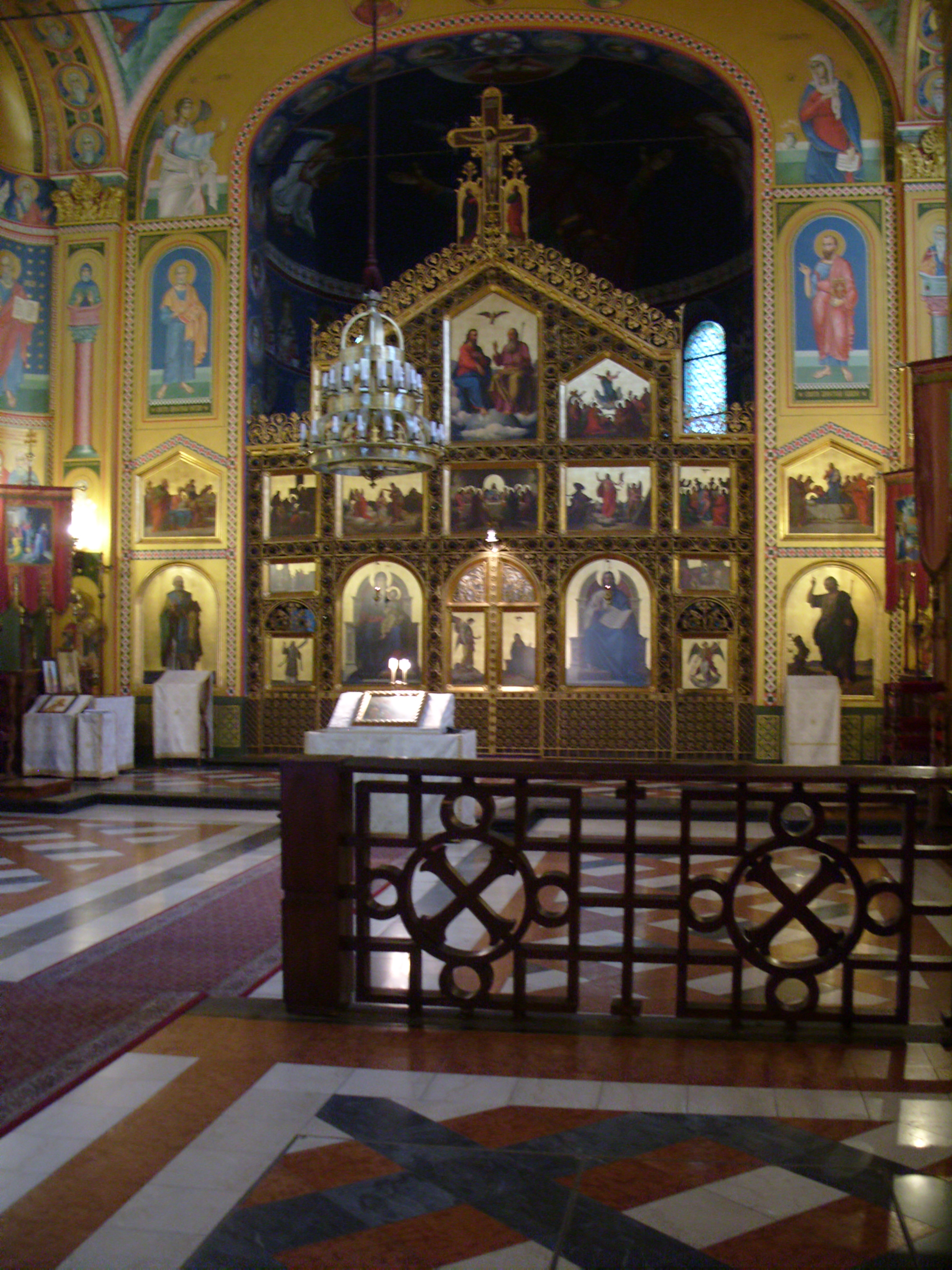
L'iconostasi
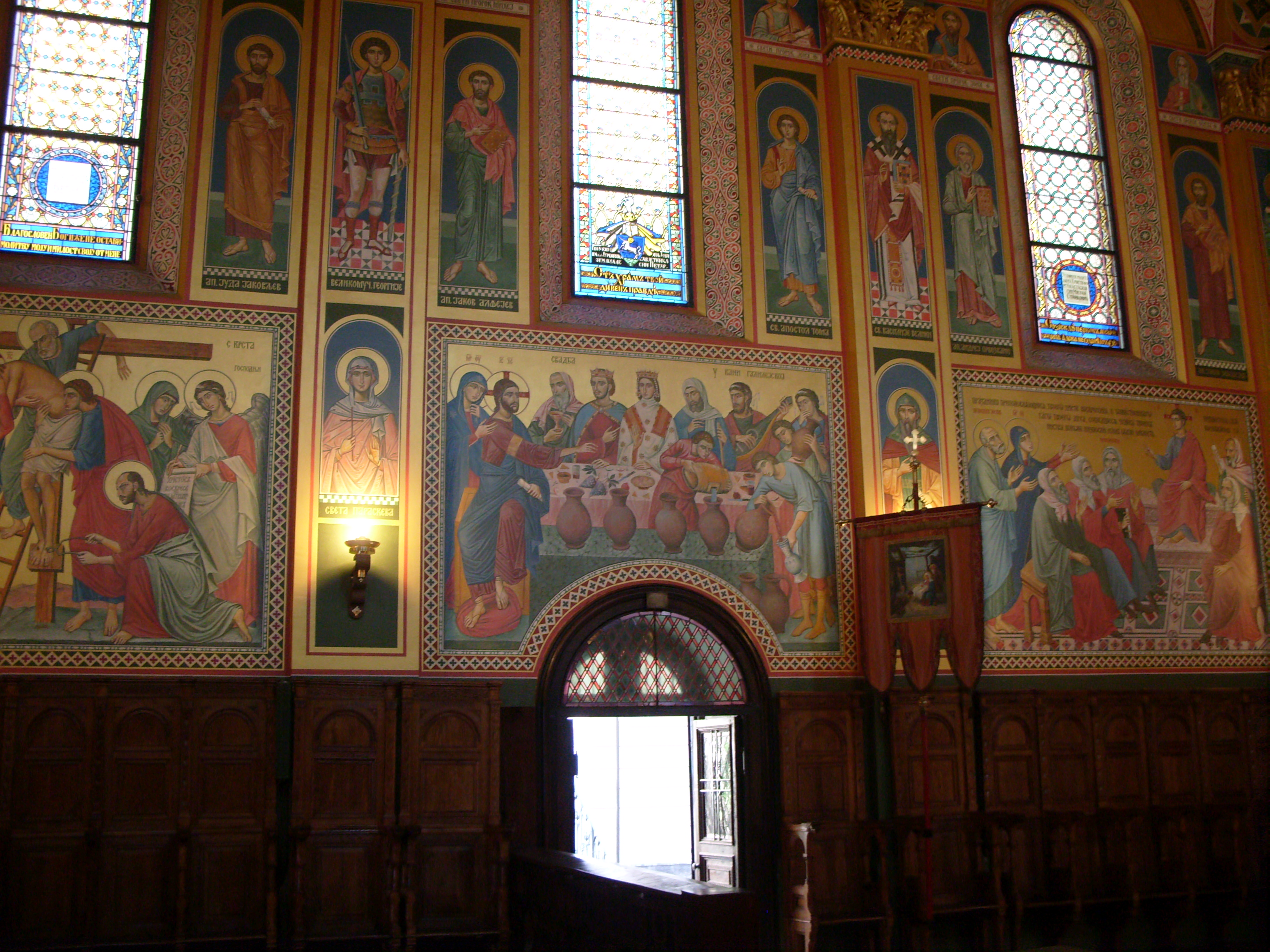
Le immagini dipinte sulle pareti
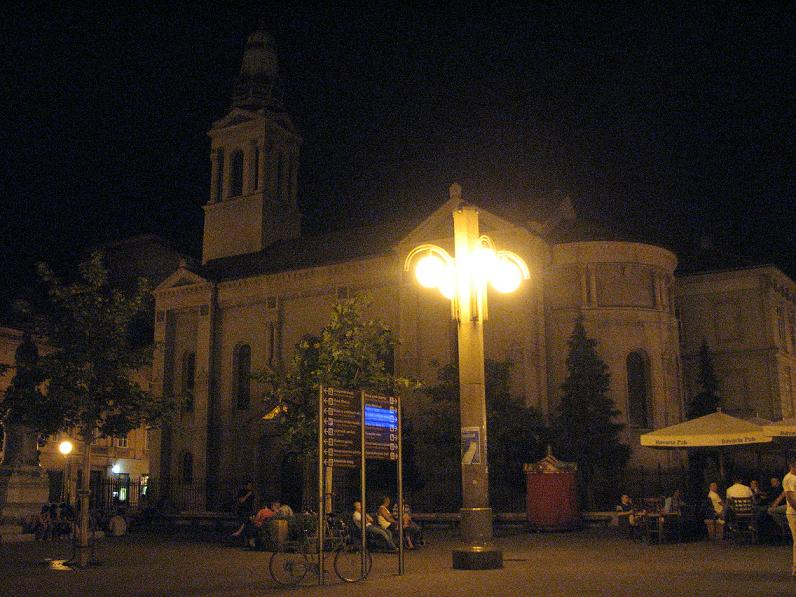
La chiesa di notte